# Joni Jaako
Joni Jaako, född 24 februari 1986, är en svensk löpare på distansen 800 meter som deltog i Europamästerskapen i friidrott 2010. Han har tidigare deltagit i bland annat Finnkampen. Inför Finnkampen 2013 bytte Jaako distans till 1500 meter och kom där tvåa. I början av sin karriär tävlade Jaako för klubben Finspångs AIK men bytte 2002 till GoIF Tjalve från Norrköping och bytte åter 2011, denna gång till Hammarby IF.

## Karriär
Jaako deltog på 400 meter vid junior-EM 2005 i Kaunas i Litauen. Han tog sig vidare från försöken med nytt personbästa, 47,04 varefter han i semifinalen tog sig till final med tiden 48,14. I finalen kom han fyra med 47,63. Han var också, tillsammans med Fredrik Johansson, Johan Kågeman och Simon Johansson, medlem i det svenska långa stafettlaget som slogs ut redan i försöken.
Vid inomhus-VM 2006 i Moskva, Ryssland, var Jaako med i det svenska stafettlaget som kom fyra i stafett 4 x 400 meter. De andra deltagarna i laget var Johan Wissman, Andreas Mokdasi och Mattias Claesson. I försöksheatet satte man nytt svenskt rekord med 3:07,10.
Vid U23-EM i Debrecen, Ungern år 2007 deltog Jaako tillsammans med Niklas Larsson, Fredrik Johansson och Tor Pöllänen i det svenska långa stafettlaget som blev diskvalificerat i försöken.
Vid EM i Barcelona 2010 tävlade Jaako på 800 meter men slogs ut i försöken.

## Personliga rekord
| Utomhus - 200 meter – 21,81 (Söderhamn 14 augusti 2005) - 400 meter – 47,04 (Kaunas, Litauen 21 juli 2005) - 800 meter – 1:47,01 (Sollentuna 28 juni 2011) - 1 500 meter – 3:44,79 (Stockholm 22 augusti 2013) | Inomhus - 400 meter – 47,71 (Sätra 26 februari 2006) - 800 meter – 1:50,08 (Stockholm 22 februari 2011) |